# B-124
La carretera B-124 és el tram entre Sabadell i Calders de la carretera de Sabadell a Prats de Lluçanès, i que continua entre Calders i Prats de Lluçanès com a B-431, mantenint la numeració del quilometratge. La B-124 neix a la Plaça de la Creu Alta, i continua cap al nord pel carrer anomenat Carretera de Prats. Després de Sabadell, travessa els termes municipals de Castellar del Vallès, Sant Llorenç Savall, passa pel límit entre Granera i Mura, travessa tot el terme de Monistrol de Calders, per morir a la intersecció entre la B-124, la N-141c i la seva continuació, la carretera B-430, a l'extrem meridional del poble de Calders. La seva longitud és de 38,8 quilòmetres.
La carretera, un cop abandona la ciutat de Sabadell, travessa el riu Ripoll per un viaducte que substitueix el pont situat prop de la masia de Can Pagès, el qual fou endut per la riuada de l'any 1962. A partir d'aquí segueix paral·lel pel costat de llevant el curs del Ripoll, fins a travessar el nucli de Sant Llorenç Savall, on el continua seguint, de primer per la dreta del riu i més endavant per l'esquerra, fins gairebé al seu naixement.

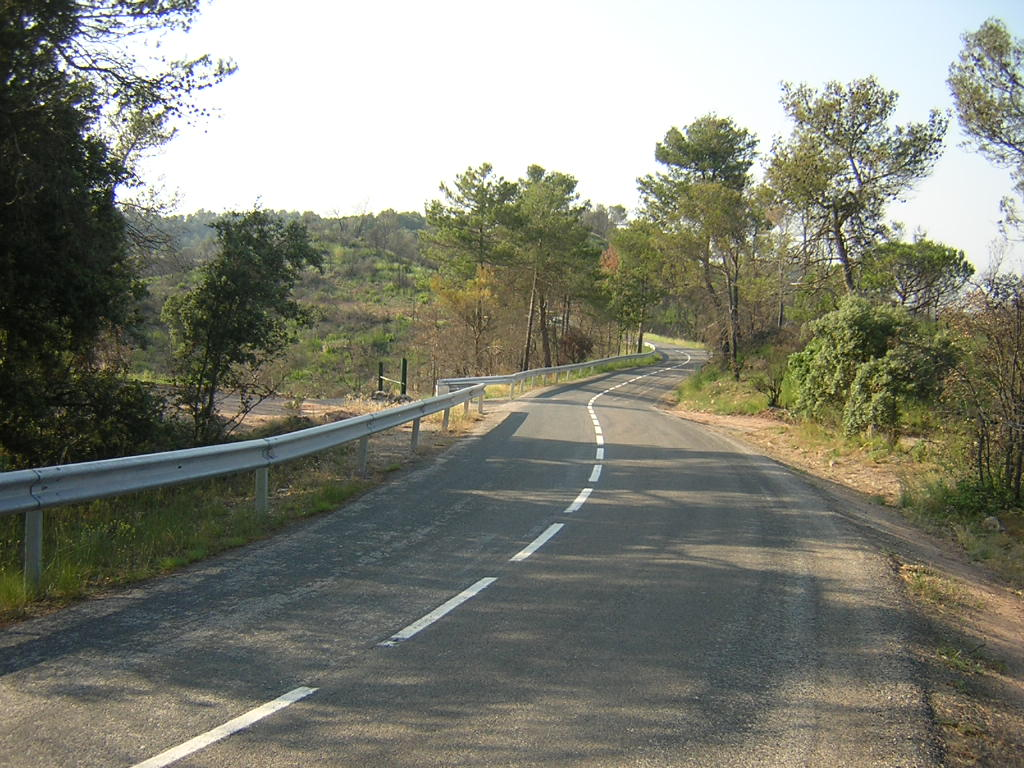
La B-124, al Coll Blanc

Tot seguit, puja fins al Coll de la Caseta, des d'on va a buscar la carena de les Elies, que ressegueix de cap a cap; més tard arriba al Coll Blanc, des d'on, encara carenant, va a buscar el Coll de Lligabosses, on canvia de vessant. Emprèn per la vall del Torrent del Rossinyol, per les Costes de Mussarra, a l'esquerra del torrent esmentat, fins que arriba a Monistrol de Calders. Va a buscar la riera de Sant Joan, que al cap de poc forma el Calders, travessant dos ponts: el de Cal Serni i el del Collet, tots dos construïts a principis del segle xx. La carretera segueix paral·lela a aquest riu fins a les envistes del Castell de Calders. En aquell lloc comença a pujar cap a Calders pel Bac de Sant Amanç. Travessa dos torrents (el de les Fonts i el de la Querosa, on hi ha el Pont de Sant Amanç, passa per damunt i al nord de la Balma de les Falzies i la del Cargolaire, i arriba al punt giratori situat a migdia del poble de Calders, on enllaça amb la N-141c i la B-430.
D'aquesta carretera neix una sèrie de carreteres menors o ramals, que són, per ordre ascendent de quilometratge:
- BV-1248, de Sabadell a Matadepera, a la cruïlla entre la Carretera de Prats de Lluçanès i el carrer de Francesc Layret, dins de la trama urbana de Sabadell.
- BV-1249, des del Pont del Turell fins a la mateixa B-124, per Sant Feliu del Racó, es considera una variant de la mateixa carretera B-124.
- BP-1241, de Sant Llorenç Savall a Llinars del Vallès, a la intersecció entre la Carretera de Monistrol i l'Avinguda de Catalunya.[3]

També en neix una sèrie de pistes forestals asfaltades o sense asfaltar que donen accés a altres municipis. És el cas de la pista de Granera, que neix entre Sant Llorenç Savall i Monistrol de Calders; aquesta pista es pot considerar de facto com a prolongació de la BV-1245, carretera de Castellterçol a Granera. Així mateix, hi ha la pista que la relliga amb la BV-1221, carretera de Terrassa a Navarcles, i que permet l'accés a Mura i Talamanca.
D'altra banda, la travessen, compartint algun tram del seu recorregut, la carretera C-1415a, de Terrassa a Sentmenat.